# Cotormani
Cotormani (węg. Kotormány) – wieś w Rumunii, w okręgu Harghita, w gminie Ciucsângeorgiu. W 2011 roku liczyła 58 mieszkańców.